# Janusz Heitzman
Janusz Piotr Heitzman (ur. 1952) – polski lekarz, profesor doktor habilitowany nauk medycznych, Pełnomocnik ds. psychiatrii sądowej przy Min. Zdrowia, profesor  Instytutu Psychiatrii i Neurologii w Warszawie, specjalista w zakresie: patologia społeczna, psychiatria, psychiatria sądowa.

## Życiorys
W 1991 na Wydziale Lekarskim Akademii Medycznej w Krakowie na podstawie napisanej pod kierunkiem Zdzisława Jana Ryna rozprawy doktorskiej pt. Upicie alkoholowe w orzecznictwie sądowo-psychiatrycznym uzyskał stopień naukowy doktora nauk medycznych w zakresie medycyny specjalność psychiatria. Na Wydziale Lekarskim Collegium Medicum Uniwersytetu Jagiellońskiego na podstawie dorobku naukowego oraz monografii pt. Stres w etiologii przestępstw agresywnych uzyskał w 2003 stopień naukowy doktora habilitowanego nauk medycznych w zakresie medycyny specjalność psychiatria. W 2021 otrzymał tytuł profesora nauk medycznych i nauk o zdrowiu.
Był adiunktem w Katedrze Psychiatrii Wydziału Lekarskiego Collegium Medicum Uniwersytetu Jagiellońskiego w Krakowie. W 2016 został dyrektorem Instytutu Psychiatrii i Neurologii w Warszawie.
W latach 2010–2013 był prezesem, a od 2013 jest wiceprezesem Polskiego Towarzystwa Psychiatrycznego. Został członkiem Komitetu Badań nad Zagrożeniami Polskiej Akademii Nauk.
W latach 2016–2020 był dyrektorem Instytutu Psychiatrii i Neurologii w Warszawie.
Od 5 lutego 2020 piastuje urząd Pełnomocnika Ministra Zdrowia ds. psychiatrii sądowej.